# Melvin Van Peebles
Melvin "Block" Van Peebles (Chicago, 21 d'agost de 1932 – Manhattan, 21 de setembre de 2021) fou un actor, director de cinema, guionista, dramaturg, novel·lista i compositor estatunidenc. La seva obra més rellevant és la pel·lícula Sweet Sweetback's Baadasssss Song, que encetà una nova era del cinema afroamericà. Era el pare de l'actor i director de cinema Mario Van Peebles.

## Orígens
Nascut com a Melvin Peebles, a la ciutat de Chicago, fill d'un sastre negre, s'uní a les Forces Aèries dels Estats Units d'Amèrica l'any 1954, tretze dies després de llicenciar-se en Literatura a la Universitat Wesleyan d'Ohio, restant per tres anys i mig a l'exèrcit. Es casà amb l'actriu i fotògrafa alemanya Maria Marx. Visqueren a Mèxic per un període breu, on pintaren retrats, abans de tornar als Estats Units, on començaren a conduir tramvies de San Francisco.

## Carrera
Melvin Van Peebles començà a escriure sobre les seves experiències com a conductor de tramvies en el seu primer llibre, The Big Heart, sorgit a partir d'un petit article i una sèrie de fotografies.
Segons ell, un passatger li suggerí que esdevingués productor cinematogràfic. Seguint el seu criteri, rodà el seu primer curtmetratge, Pickup Men for Herrick, l'any 1957, així com dos més durant el mateix període. Sobre aquestes pel·lícules, digué: "vaig pensar que eren llargmetratges. Cadascuna donava un resultat d'onze minuts. Intentava fer llargmetratges. No sabia res.". Mentre anava aprenent sobre el procés de producció cinematogràfica, descobrí que "podria fer llargmetratges per cinc-cents dòlars. Que era el cost de noranta minuts de pel·lícula. No en tenia ni idea de filmar una pel·lícula setze a un o deu a un o res d'aquella merda. Llavors vaig oblidar que la pel·lícula s'havia de desenvolupar. I no sabia que necessitava una empremta de feina. Tot el que puc dir és que després que hagués fet una cosa, ell diria 'Bé, no hi penses posar so al damunt?' i jo respondria 'Oh merda!'. És tot el què puc dir.".
Després que Peebles completés els seus primers curtmetratges, se'ls emportà amb ell a Hollywood per intentar trobar feina, però fou incapaç d'aconseguir que algú el llogués com a director. A Nova York conegué un home que veié les seves pel·lícules i les volia projectar a França. L'any 1959, la família emigrà als Països Baixos, on treballà pel Teatre Nacional neerlandès. Fou en el país d'acollida que s'afegí la paraula "Van" al seu nom. Un cop dissolgué el matrimoni, la seva muller i els nens tornaren a Amèrica, i Peebles fou convidat a París per Henri Langlois, fundador del Cinémathèque Française, gràcies a la força dels seus curts. Aprengué francès i fou contractat per traduir la revista Mad al francès. Començà a escriure obres en francès, utilitzant el mètode de composició del sprechgesang, en la que les lletres s'expressen de forma parlada sobre la música. Aquest estil tingué presència en el seu àlbum de debut: Brer Soul.
Van Peebles publicà quatre novel·les i una col·lecció d'historietes en francès i feu un altre curtmetratge titulat Cinq cents balles (1965). Van Peebles feu el seu primer llargmetratge, The Story of a Three-Day Pass («La Permission») (1968), el qual prengué l'atenció de productors de Hollywood que el menystingueren tractar-se d'un auteur francès. La primera pel·lícula de Van Peebles a Hollywood fou la comèdia de Columbia Pictures de 1970 Watermelon Man, escrita per Herman Raucher. La pel·lícula narra la història d'un home blanc racista vanal que de cop desperta negre i es troba alienat de les seves amistats, família i feina. L'any 1970 també dirigí la filmació del Powder Ridge Rock Festival, la qual fou prohibida per ordre judicial.
Després de Watermelon Man, tingué la determinació per controlar plenament la seva pròxima producció, la qual fou Sweet Sweetback's Baadasssss Song (1971), finançada de forma privada amb els seus propis diners i, parcialment, amb un préstec de 50 mil dòlars que li oferí Bill Cosby. Van Peebles no només dirigí, compongué i edità la pel·lícula sinó que també la guionitzà i dirigí la corresponent campanya de màrqueting. La pel·lícula obtingué un benefici de 10 milions de dòlars i fou, entre moltes altres, aclamada per les Panteres Negres per la seva ressonància política amb la lluita negra. La censura racista categoritzà la pel·lícula com a pornogràfica, obligant a tot els seus espectadors a anar a sales X per a poder-la veure. En contraposició, una ordre de l'activista Huey P. Newton obligà a tota la militància de Panteres Negres a veure-la. La pel·lícula de 2003 del seu fill Mario, Baadasssss!, narra la història de la qual es feu Sweet Sweetback's Baadasssss Song; pare i fill presentaren junts la pel·lícula a la nit de clausura del Festival de cinema de Maryland de 2004.
A la dècada de 1980 esdevingué un comerciant d'opcions a la borsa de valors American Stock Exchange mentre continuà treballant en el món del teatre i del cinema.

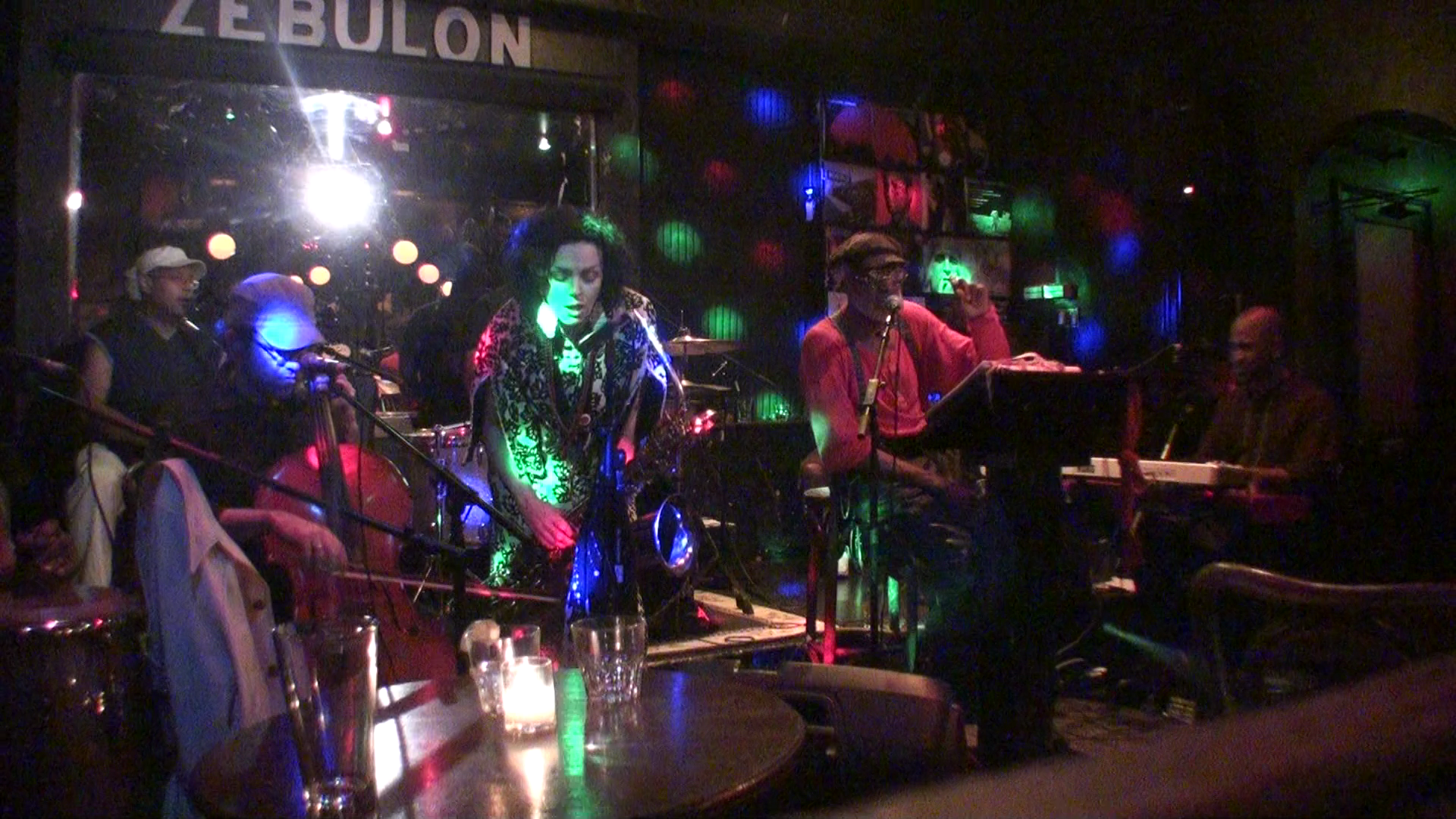
Al Zebulon el juny de 2011

L'any 2005, Melvin Van Peebles fou el tema central d'un documental titulat How to Eat Your Watermelon in White Company (and Enjoy It) i d'un altre anomenat Umstoppable, en el qual també hi apareixien Ossie Davis i Gordon Parks en la mateixa habitació, mentre la moderació anava a càrrec de Warrington Hudlin.
Aquell mateix any s'anuncià que col·laboraria amb Madlib per a proposar un àlbum doble titulat Brer Soul Meets Quasimoto. Tanmateix, no es digué res més del projecte d'ençà de l'anunci.
L'any 2008 completà la pel·lícula Confessionsofa Ex-Doofus-ItchyFooted Mutha, la qual fou seleccionada per a la nit de clausura del Festival de cinema de Maryland de 2008, i aparegué a la sèrie de televisió All My Children com a Melvin Woods, el pare de Samuel Woods, un personatge encarnat pel seu fill, Mario.
L'any 2009 s'implicà en el projecte per fer de Sweet Sweetback un musical. El 25–26 d'abril de 2009 s'escenificà a l'Apollo Theater una versió preliminar d'aquest. Així mateix, escrigué i actuà en una actuació musical, Unmitigated Truth: Life, a Lavatory, Loves, and Ladies, la qual presentà algunes de les seves cançons anteriors així com d'altres de noves.
L'any 2011 començà a fer espectacles a Nova York amb membres de la banda Burnt Sugar, sota el nom de Melvin Van Peebles wid Laxative. Van Peebles digué que la banda s'anomenava Laxative perquè aconseguien que "la merda succeís". Un dels seus espectacles, com a mínim, fou reconegut com a "must see" per un blogaire de Time Out Nova York. El novembre de 2011 la banda interpretà la cançó «Love, that's America» al Zebulon Cafe Concert, dues setmanes després que s'hi mostrés el vídeo original per aquesta cançó que implicava metratge cinematogràfic d'Occupy Wall Street, el qual fou penjat a YouTube l'octubre de 2011.
El 21 d'agost de 2012 publicà un nou àlbum, només en vinil anomenat Nahh... Nahh Mofo. Aquest àlbum fou distribuït durant la celebració del seu aniversari al Film Forum. El 10 de novembre de 2012 publicà un vídeo per a la cançó «Lilly Done The Zampoughi Every Time I Pulled Her Coattail» perquè anés amb l'àlbum, el qual s'anuncià a la seva pàgina de Facebook.
El 5 de maig de 2013 tornà al Film Forum per a veure la projecció de The Kid (1921) i fou un dels jutges del Concurs de Disfresses d'Imitació de Charles Chaplin que se celebrà just després de la sessió de cinema. En aquella ocasió portà un bombí i pantalons bombatxo en honor de Chaplin.
El setembre de 2013, debutà públicament com a artista visual, com a partícip d'una galeria anomenada eMerge 2.0: Melvin Van Peebles & Artists on the Cusp (“eMergeix 2.0: Melvin Van Peebles i Artistes a la Cúspide"). Presentà “Ex-Voto Monochrome (A Ghetto Mother’s Prayer)", una de moltes peces d'art que creà per a la seva llar.

## Obres bibliogràfiques

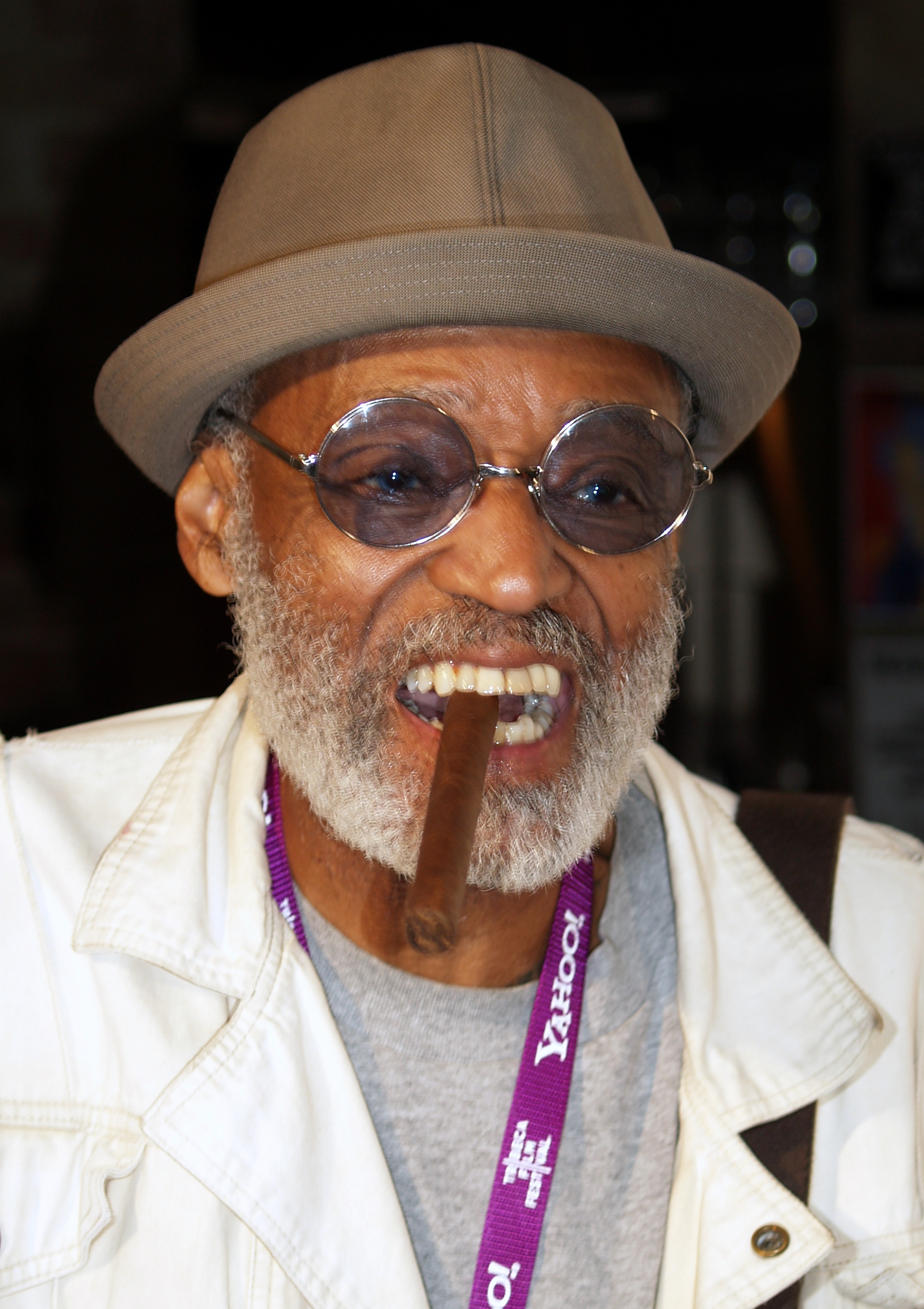
Van Peebles (2008)

- The Big Heart, editorial Fearon, San Francisco, 1957 (amb fotografies de Ruth Bernhard, vida quotidiana als tramvies de San Francisco) (com a "Melvin Van").
- Un Ours pour le F.B.I., 1964; A Bear for the F.B.I., editorial Trident, 1968.
- Un Américain en enfer, 1965; The True American, editorial Doubleday, 1976.
- Le Chinois du XIV, 1966 (relats curts).
- La Fête à Harlem (Harlem Party), 1967 (novel·la).
- La Permission, 1967.
- Sweet Sweetback's Baadasssss Song, editorial Lancer Books, Nova York, 1971.
- Ain't Supposed to Die a Natural Death, editorial Bantam, Nova York, 1973.[20]
- Don't Play Us Cheap: A Harlem Party, editorial Bantam Books, Nova York, 1973.
- Just an Old Sweet Song,editorial Ballantine, Nova York, 1976.
- Bold Money: A New Way to Play the Options Market, editorial Warner Books, Nova York, 1986, ISBN 0-446-51340-7 (no-ficció).
- No Identity Crisis, editorial A Fireside Book, Simon & Schuster, Nova York, 1990 (juntament amb el seu fill Mario Van Peebles).
- Panther: A Novel, editorial Thunder's Mouth Press, Nova York, 1995 (novel·la).[21][22] (Traduïda al català per l'editorial Tigre de Paper).

## Obres filmogràfiques

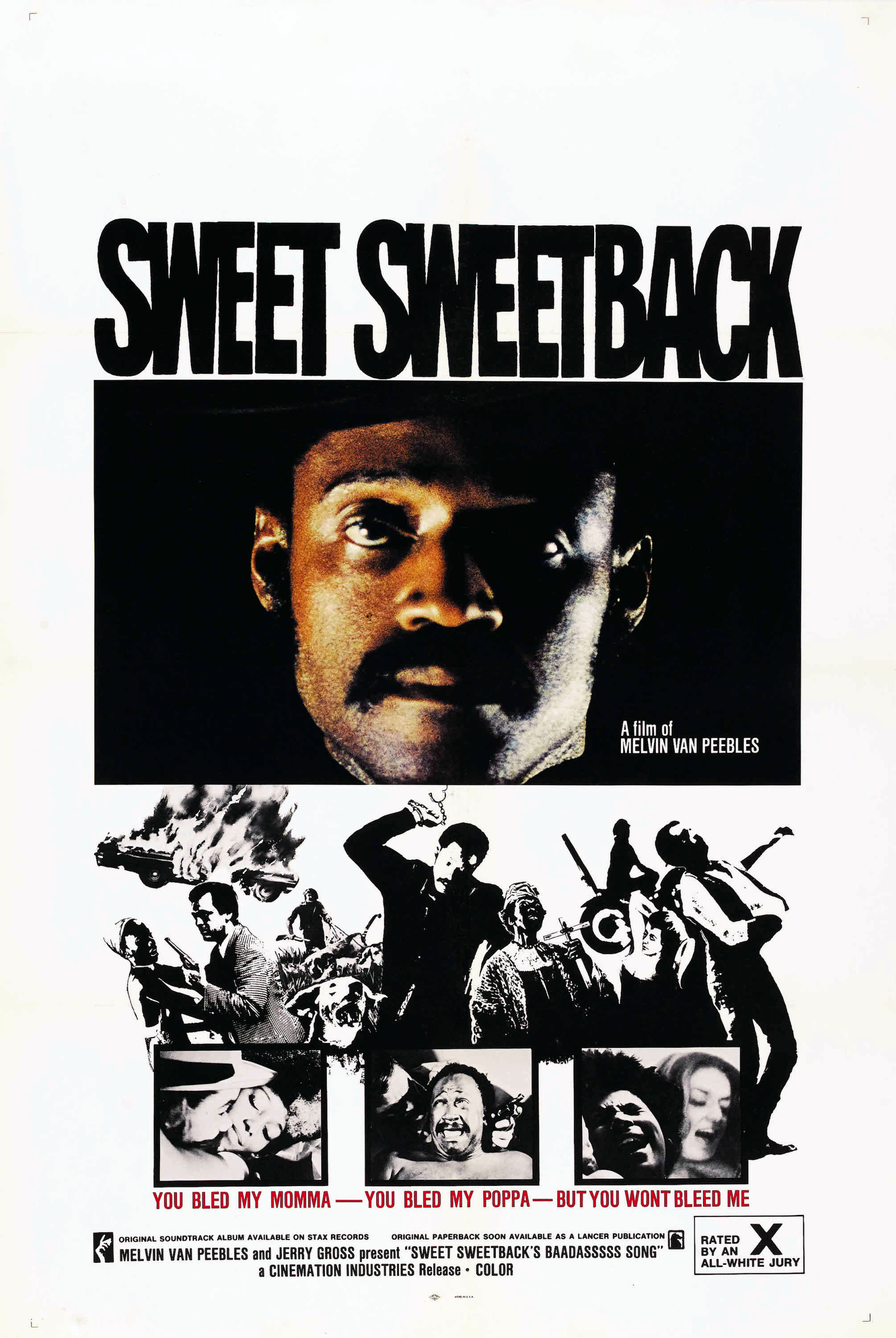
La seva pel·lícula de 1971, Sweet Sweetback's Baadasssss Song, fou aclamada per grups en pro dels drets dels afroamericans per la seva ressonància política amb la lluita negra i ingressà 10 milions de dòlars.

### Com a actor
- O.C. and Stiggs (Robert Altman, 1987)
- Jaws: The Revenge (Joseph Sargent, 1987)
- Taking Care of Terrific (1987) pel·lícula televisiva
- Sonny Spoon (1988) sèrie televisiva;
- Boomerang (Reginald Hudlin, 1992)
- Posse (Mario Van Peebles, 1993)
- Terminal Velocity (Deran Sarafian, 1994)
- Fist of the North Star (Asher, 1995)
- The Shining (Mick Garris, 1997) pel·lícula televisiva
- The Hebrew Hammer (Jonathan Kesselman, 2003)
- Unstoppable (2005) com a ell mateix
- How to Eat Your Watermelon in White Company (2005) com a ell mateix
- BlacKout (Jerry Lamothe, 2007)
- Redemption Road (Elmo, 2010)

### Com a director
- Three Pickup Men for Herrick (curtmetratge, 1957) també com a escriptor i compositor
- Sunlight (curtmetratge, 1957) també com a escriptor, compositor i productor
- Cinq cent balles (curtmetratge, 1963) també com a escriptor i compositor
- The Story of a Three-Day Pass (també coneguda com «La Permission», 1967) també com a escriptor de la seva novel·la La Permission i compositor
- Watermelon Man (1970) també com a compositor
- Sweet Sweetback's Baadasssss Song (1971) també com a actor, escriptor, compositor, co-productor i editor
- Don't Play Us Cheap (1973) també com a escriptor del seu llibre Harlem Party i musical Don't Play Us Cheap, i compositor
- Identity Crisis (1989) també com a actor, productor i editor
- Vroom Vroom Vroooom (segment de Tales of Erotica, també coneguda com a «Erotic Tales», 1996) també com a escriptor, compositor, productor i editor
- Gang in Blue (1996) també com a codirector, actor i productor
- Le Conte du ventre plein (també coneguda com a «Bellyful», 2000) també com a escriptor, compositor i productor delegat
- Confessionsofa Ex-Doofus-ItchyFooted Mutha (2008)
- Lilly Done The Zampoughi Every Time I Pulled Her Coattail (2012) també com a editor i intèrpret

### Altres crèdits d'escriptura
- Slogan (Pierre Grimblat, 1969), guionista
- Ain't Supposed to Die a Natural Death  (1971), puntuació i llibre del musical de Broadway
- Just an Old Sweet Song (també coneguda com a «Down Home», Robert Ellis Miller, 1976), feta per televisió; guionista i autor de l'himne
- Greased Lightning (Michael Schultz, 1977), guionista
- The Sophisticated Gents (Harry Falk, 1981), feta per televisió; actor, guionista, autor de la cançó "Greased Lightning" i productor
- The Day They Came to Arrest the Book (Gilbert Moses, 1987), feta per televisió; guionista
- Panther (Mario Van Peebles, 1995), basada en la seva novel·la Panther (Tigre de paper Edicions, 2016);[23] guionista, actor i productor
- Melvin Van Peebles' Classified X (Mark Daniels, 1998), documental; guionista, actor i productor executiu
- Sweet Sweetback's Baadasssss Song: The Musical (2008), escriptor i cantant
- Unmitigated Truth: Life, a Lavatory, Loves, and Ladies (2009), escriptor i intèrpret

## Obres teatrals
- The Hostage (gira del Teatre Nacional Neerlandès, dramaturg, 1964)
- Ain't Supposed To Die A Natural Death (dramaturg, 1972)
- Don't Play Us Cheap (dramaturg, 1972)
- Out There by Your Lonesome (monòleg, 1973)
- Waltz of the Stork (actor, dramaturg, 1982)
- Champeen (musical, dramaturg, 1983)

## Obres discogràfiques

### Àlbums d'estudi
- Brer Soul (1969)
- Ain't Supposed To Die A Natural Death (1970)
- As Serious As A Heart-Attack (1974)
- What the....You Mean I Can't Sing?! (1974)
- Ghetto Gothic (1995)
- Nahh... Nahh Mofo (2012)[24][25]
- The Last Transmission (2014, amb The Heliocentrics)[26]

### Àlbums de banda sonora
- Watermelon Man (1970)
- Sweet Sweetback's Baadasssss Song (1971)
- Ain't Supposed To Die A Natural Death (1972)
- Don't Play Us Cheap (1973)